# (1439) Vogtia
(1439) Vogtia ist ein Asteroid des Hauptgürtels, der am 11. Oktober 1937 von dem deutschen Astronomen Karl Wilhelm Reinmuth an der Landessternwarte Heidelberg-Königstuhl der Universität Heidelberg entdeckt wurde.
Der Asteroid ist nach dem deutschen Astronomen Heinrich Vogt benannt.